# Trizaharidă

Maltotrioza este o trizaharidă

Trizaharidele sunt zaharide formate prin unirea a trei molecule de monozaharide. În mod analog dizaharidelor, legarea se face prin legături glicozidice, prin intermediul grupelor hidroxil din monomeri.

## Exemple
| Trizaharidă   | Unitatea 1 | Legătură | Unitatea 2 | Legătură | Unitatea 3 |
| Nigerotrioză  | glucoză    | α(1→3)   | glucoză    | α(1→3)   | glucose    |
| Maltotrioză   | glucoză    | α(1→4)   | glucoză    | α(1→4)   | glucose    |
| Melezitoză    | glucoză    | α(1→2)   | fructoză   | α(1→3)   | glucose    |
| Maltotriuloză | glucoză    | α(1→4)   | glucoză    | α(1→4)   | fructose   |
| Rafinoză      | galactoză  | α(1→6)   | glucoză    | β(1→2)   | fructose   |
| Kestoză       | glucoză    | α(1↔2)   | fructose   | β(1←2)   | fructose   |